# مايكي مالدونادو
مايكي مالدونادو (بالإنجليزية: Mikey Maldonado)‏ هو لاعب كرة قدم أمريكي، ولد في 2 يوليو 1998 في سان أنطونيو في الولايات المتحدة.